# أندي هيلنبرغ
أندي هيلنبرغ (بالإنجليزية: Andy Hillenburg)‏ هو مالك فريق ناسكار ‏ أمريكي، ولد في 30 أبريل 1963 في إنديانابوليس في الولايات المتحدة.

## وصلات خارجية
- الموقع الرسمي
- أندي هيلنبرغ على موقع Racing-Reference.info (الإنجليزية)
- أندي هيلنبرغ على موقع IMDb (الإنجليزية)